# La la la
La la la é o primeiro e único álbum da parceria entre os roqueiros argentinos Fito Páez e Luis Alberto Spinetta. Dentro da discografia individual de cada um, este é o 4º álbum do Fito e o 6º de estúdio do Spinetta.
Foi lançado em 1986, pelo selo EMI.

## Faixas
| N.º | Título                          | Compositor(es)                      | Duração |  |
| 1.  | "Folis Verghet"                 | Fito Páez                           | 3:39    |  |
| 2.  | "Instant-Táneas"                | Fito Páez                           | 5:37    |  |
| 3.  | "Tengo Un Mono"                 | Luis Alberto Spinetta               | 5:16    |  |
| 4.  | "Retrato de Bambis"             | Carlos Franzetti                    | 1:34    |  |
| 5.  | "Asilo de Tu Corazón"           | Luis Alberto Spinetta               | 5:36    |  |
| 6.  | "Dejaste Ver Tu Corazón"        | Fito Páez                           | 5:16    |  |
| 7.  | "Sólo La La La"                 | Fito Páez                           | 1:23    |  |
| 8.  | "Gricel"                        | Mariano Mores e José María Contursi | 4:31    |  |
| 9.  | "Serpiente de Gas"              | Luis Alberto Spinetta               | 4:30    |  |
| 10. | "Todos Estos Años de Gente"     | Luis Alberto Spinetta               | 5:19    |  |
| 11. | "Carta Para Mí Desde el 2086"   | Fito Páez                           | 5:08    |  |
| 12. | "Jabalíes Conejines"            | Luis Alberto Spinetta               | 2:31    |  |
| 13. | "Parte del Aire"                | Fito Páez                           | 5:06    |  |
| 14. | "Cuando el Arte Ataque"         | Luis Alberto Spinetta               | 2:24    |  |
| 15. | "Pequeño Ángel"                 | Luis Alberto Spinetta               | 2:37    |  |
| 16. | "Arrecife"                      | Luis Alberto Spinetta               | 4:53    |  |
| 17. | "Estoy Antiborrado Con Tu Amor" | Luis Alberto Spinetta               | 4:49    |  |
| 18. | "Un Niño Nace"                  | Luis Alberto Spinetta               | 4:11    |  |
| 19. | "Woyseck"                       | Fito Páez                           | 3:41    |  |

| Bonus Track - Relançamento de 2007 |                    |                 |         |  |
| N.º                                | Título             | Compositor(es)  | Duração |  |
| 20.                                | "Hay Otra Canción" | Páez e Spinetta | 4:05    |  |

## Créditos Musicais
- Luis Alberto Spinetta: guitarra, guitarra acústica, guitarra sintetizada Roland e voz.
  - vocais em 1, 2, 3, 4, 5, 7, 8, 10, 11, 12, 14, 15, 16, 17, 18
  - guitarra Roland - faixas 10,19
  - guitarra acústica - faixas 12,16
  - guitarra eléctrica - faixas 1,2,3,5,6,7,8,9,10
- Fito Páez: teclados, guitarra acústica e voz
  - vocais - faixas 1, 2, 3, 5, 6, 7, 9, 10, 11, 13, 16, 18
  - guitarra acústica - faixa 7
  - teclados - faixas 1, 2, 3, 5, 6, 8, 9, 10, 11, 12, 13, 14, 15, 16, 17, 18, 19
- Fabiana Cantilo: Voz na faixa 1 e 2 e Arranjo de vozes na faixa 2.
- Carlos Franzetti: Arranjo de cordas nas faixas 5, 6, 13, 15, 20.
- Daniel Wirzt: Bateria en 1, 2, 5, 11, 14, 15.
- Fabián Gallardo: Voz e Arranjo de vozes na faixa 2.
- Fabián Llonch: Baixo elétrico nas faixas 1 e 11.
- Gustavo Giles: Contrabaixo nas faixas 6 e 17.
- Lucio Mazaira: Bateria na faixa 6 e 17 e Arito e Platos na faixa 18.
- Carlos Alberto Machi Rufino: Baixo elétrico nas faixas 2, 5, 14 e 20, e coros na faixa 19.
- "Pino" Marrone : solo no tema 9

## Prêmios e Honrarias
- A revista Rolling Stone Argentina colocou este álbum na posição n.º 61 da lista "los mejores discos del rock argentino".[3]